# Shriners
Die Shriners oder Ancient Arabic Order of the Nobles of the Mystic Shrine (deutsch Alter arabischer Orden der Edlen vom mystischen Schrein) sind ein gemeinnütziger Orden, der zur Freimaurerei gehört. Ihr Motto lautet: „A smile of a child makes it all worthwhile“ (Ein Lächeln eines Kindes macht alles wertvoll).
Gegründet wurde der Orden 1871 durch den Arzt Walter M. Fleming und den Schauspieler William I. Florence aus New York City.
Der Sitz befindet sich in Tampa (Florida).
Die Shriner beschreiben sich selbst als eine Bruderschaft gegründet auf Freundschaft, Freude und den freimaurerischen Prinzipien der brüderlichen Liebe, Fürsorge und Wahrheit.

## Geschichte

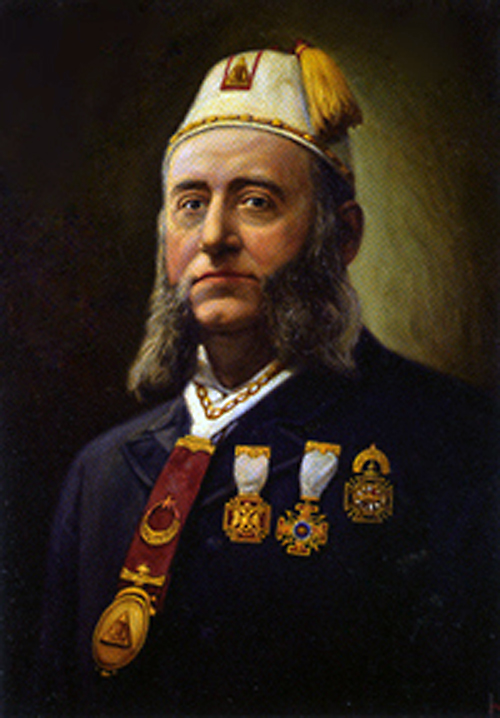
Walter M. Fleming

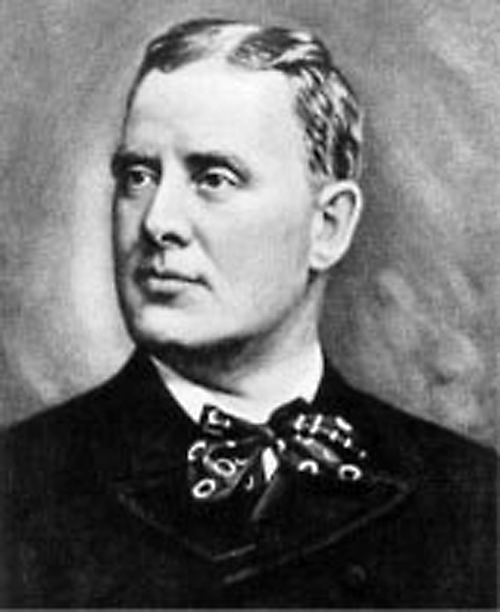
William I. Florence

1870 traf sich eine Gruppe Freimaurer häufig zum Mittagessen im Knickerbocker Cottage in der Sixth Avenue in New York. Unter ihnen befanden sich Walter M. Fleming, Arzt, und William J. „Billy“ Florence, Schauspieler. Die Gruppe sprach oft darüber, eine neue Bruderschaft für Freimaurer zu gründen – und zwar eine, die mehr auf Spaß und Kameradschaft beruhen sollte als auf Ritualen. Fleming und Florence nahmen diese Idee ernst und wurden aktiv.
Florence, ein weltbekannter Schauspieler, war während einer Tour in Marseille und wurde von einem arabischen Diplomaten zu einer Party eingeladen. Das Unterhaltungsprogramm war im Stil einer aufwendig inszenierten Musical-Komödie gehalten. Am Schluss der Aufführung wurden die Gäste Mitglieder einer geheimen Gesellschaft. Der exotische Stil und die außergewöhnliche Musik des arabischen Festes inspirierten ihn dazu, dieses Thema als Grundlage für die neue Bruderschaft vorzuschlagen. Als er 1870 nach New York zurückkehrte, zeigte er sein aufgezeichnetes Material Walter Fleming.
Fleming nahm die Ideen von Florence auf und nannte diese Vereinigung „Ancient Arabic Order of the Nobles of the Mystic Shrine (AAONMS)“. Fleming schuf auch das Ritual, das Emblem und die Kostüme. Das erste Treffen wurde am 13. August 1870 abgehalten.

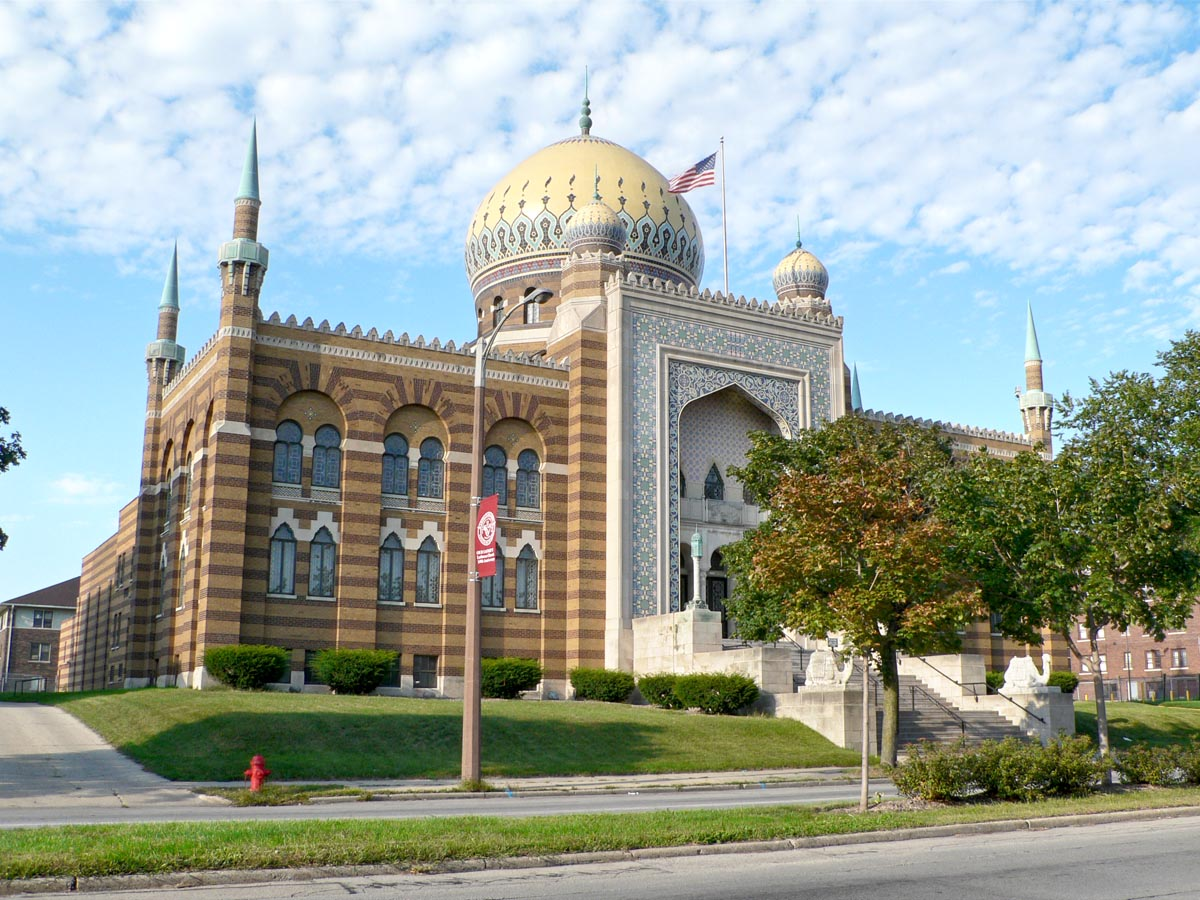
Tripoli Shrine Temple (Milwaukee)

Die Gründung fand am 26. September 1872 in der New York City Masonic Hall statt. Fleming wurde zum ersten Potentat gewählt.
1878 gab es 425 Mitglieder in 13 Tempeln in acht Staaten, und bis zum Jahre 1888 gab es 7210 Mitglieder in 48 Tempeln in den Vereinigten Staaten und Kanada.
Die Organisation der Shriner ist weder islamisch noch stellt sie sich dem Islam entgegen. In der Geschichte der Bruderschaft sind ihr Menschen unterschiedlichsten Glaubens und unterschiedlichster Nationalität beigetreten. Sie umfasst mehr als eine halbe Million Mitglieder in fast 200 Zentren in den Vereinigten Staaten von Amerika, Kanada, Mexiko, Panama, Europa und Australien. Ihre Versammlungsstätten sind in der Regel durch eine auffällig orientalisierende Architektur gekennzeichnet, z. B. das Shrine Auditorium, oder der ehemalige Moolah Temple in St. Louis (siehe: Freimaurerei (Architektur)).
Die Shriners nehmen häufig an örtlichen Paraden teil, wo sie Miniaturausgaben von Autos und Motorrädern fahren.  Man kann sie leicht an ihren roten Fes erkennen.

## Wohltätigkeit

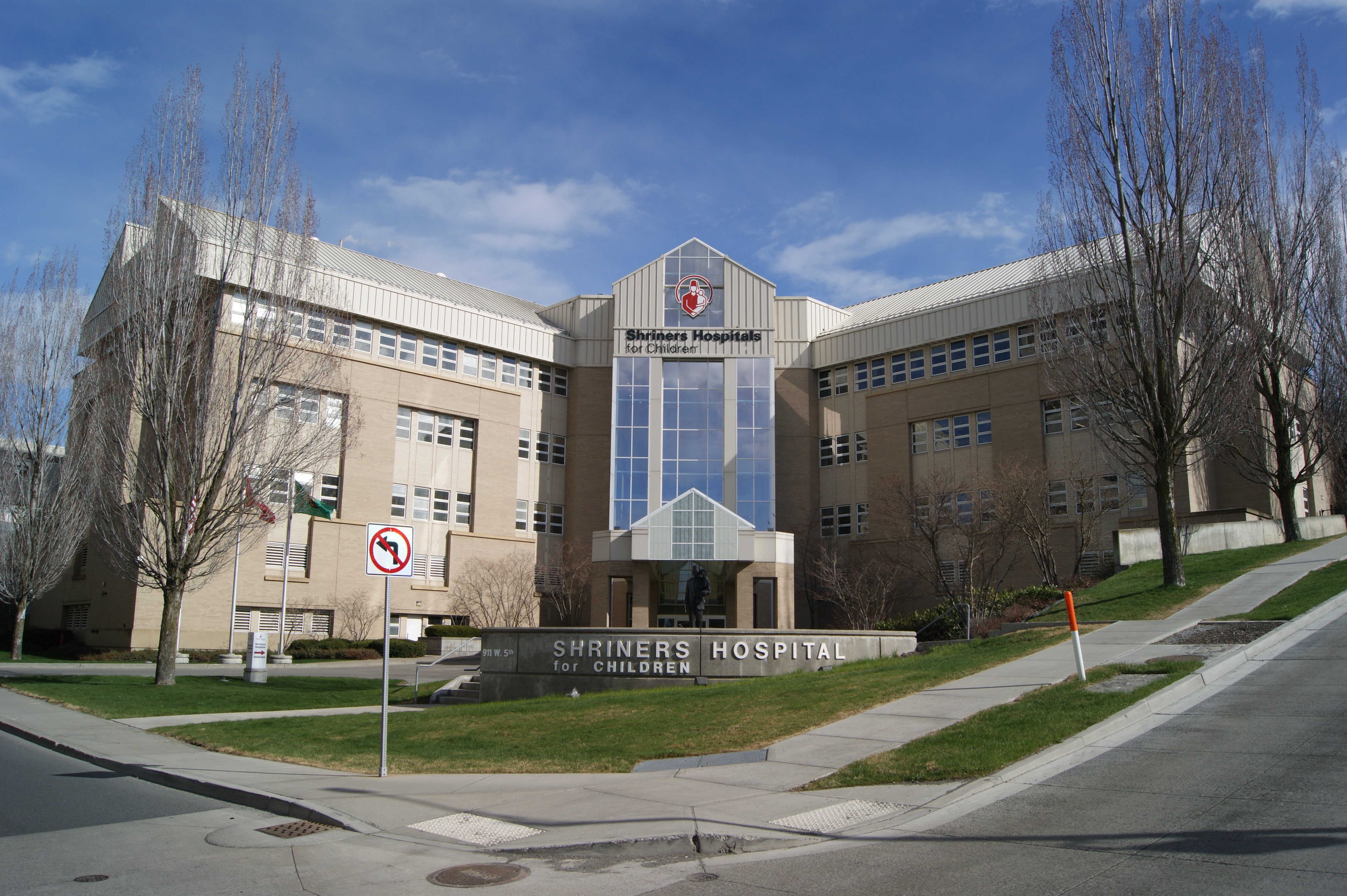
Shriner-Kinderkrankenhaus in Spokane

Während einer Gelbfieber-Epidemie in Jacksonville (Florida) halfen Mitglieder bei der Versorgung der Kranken. 1889 beteiligten sich Shriners an der Hilfe für die Opfer der Flutkatastrophe in Johnstown, Pennsylvania.
Zu Beginn des 20. Jahrhunderts wuchs die Bruderschaft stark. Mit dem Anstieg der Mitgliederzahl wuchs auch die Unterstützung für die Idee, die Wohltätigkeit offizieller zu betreiben. Die meisten Tempel hatten lokale Wohltätigkeitsprojekte, und hin und wieder bot auch die Dachorganisation der Shriners ihre Hilfe an. Nach dem San-Francisco-Erdbeben von 1906 spendeten die Shriners $ 25.000.
Die Idee, Kinderkrankenhäuser zu eröffnen, wurde 1919 von dem Bürgermeister von Philadelphia, Freeland Kendrick unterbreitet, nachdem dieser ein Krankenhaus für behinderte Kinder des Schottischen Ritus in Atlanta besucht hatte.
Im Juni 1922 wurde in Shreveport, Louisiana, der Grundstein für das erste Krankenhaus der Shriners Krankenhäuser für Kinder gelegt. Die erste Patientin, die 1922 aufgenommen wurde, war ein kleines Mädchen mit Klumpfuß, das gelernt hatte, auf der Oberseite, anstatt auf der Sohle ihres Fußes zu laufen. Ein Mitglied der Shriner trug die Patientin auf seinen Armen in das Krankenhaus (siehe Bild vom Krankenhaus in Shreveport).
1938 waren in den Vereinigten Staaten 340.000 Mitglieder bei den Shriners organisiert, in diesem Jahr berichtete das Life-Magazin in einer umfangreichen Reportage über deren wohltätige Arbeit.
Die Shriners sind durchweg gemeinnützig tätig. Einmal im Jahr trifft sich die Bruderschaft zur „königlichen Ratsversammlung“ in einer großen nordamerikanischen Stadt. Mehr als 20.000 Teilnehmer sind dabei nicht unüblich.
Der wohltätige Arm der Shriners besteht aus einem Netzwerk von 22 Krankenhäusern in den Vereinigten Staaten, Mexiko und Kanada. Sie wurden zur Behandlung junger Polio-Kranker gegründet. Als diese Krankheit beherrschbar geworden war, erweiterten sie ihr Betätigungsfeld. Heute beschäftigen sie sich mit allen pädiatrischen Fällen, besonders mit orthopädischen Verletzungen und Krankheiten sowie schweren Hautverbrennungen.
In den Krankenhäusern der Shriners wird nie ein Preis für die Behandlung verlangt. Dabei spielen die Religion der Patienten, ihre Herkunft und ihre Beziehung zur Freimaurerei keine Rolle. Allerdings müssen die Patienten unter achtzehn Jahre und behandelbar sein. Meistens übernehmen örtliche Shrine-Tempel die Kosten für den Transport zum nächstgelegenen Krankenhaus.
Die Shriner unterhalten auch ein internationales Programm für den kostenfreien Transport und die medizinische Versorgung von Patienten außerhalb der Vereinigten Staaten von Amerika. Dieses Programm hat seit dem Jahr 2015  41 Kinder aus weltweit 16 Ländern eine medizinische Behandlung in den Shriner-Krankenhäusern ermöglicht.

## Mitgliedschaft
Bis zum Jahr 2000 musste man den 32. Erkenntnisgrad des Schottischen Ritus oder den entsprechenden Grad Ritter vom Tempel im York-Ritus erreicht haben, um Mitglied zu werden. Heute benötigt man den Meistergrad einer anerkannten Freimaurerloge.

## Öffentlichkeit

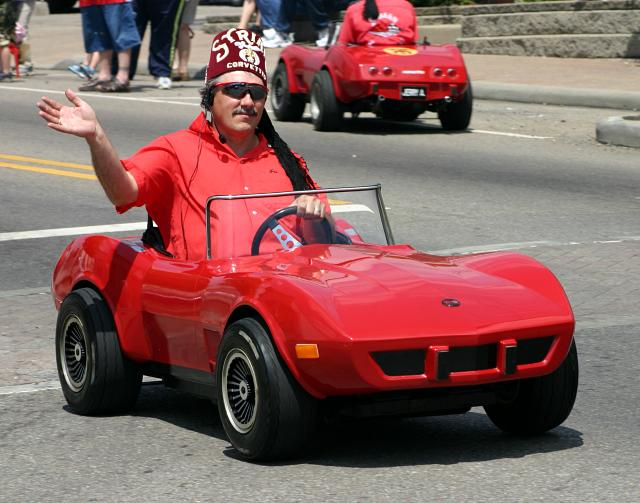
Ein Shriner in einem typischen kleinen roten Auto während einer Memorial-Day-Parade

Mehrfach wurde die Oscar-Verleihung im Shrine Auditorium in Hollywood (Los Angeles) abgehalten. Der Stummfilm-Star Harold Lloyd war Shriner und diente 1949 als so genannter Imperial Potentate („Königlicher Herrscher“). Er engagierte sich stark, die Bruderschaft in der Unterhaltungsindustrie bekannt zu machen. Heute zählt zu den prominenten Unterstützern der US-Musiker Justin Timberlake.
Die jährliche Justin Timberlake Shriners Hospital for Children Open, ein Golfturnier der PGA Tour, zählt zu den monetär erfolgreichsten Charityveranstaltungen der US-amerikanischen Shriner.
In Europa wird seit 2010 jährlich das vielbeachtete Internationale Golfturnier des Shriners Excelsior Club Wien im Golfclub Altentann bei Salzburg abgehalten.
Die Schauspielerin Jennifer Lawrence unterstützte das Shriner Krankenhaus
in Montreal am 8. August 2015 u. a. mit einem Überraschungsbesuch
in einer Drehpause zu dem Film X-Men Apocalypse.

### Sonstige Aktivitäten (Auswahl)
- Die Shriner veranstalten das jährliche All-Star Spiel East-West Shrine Game in Football.
- Einige Shriner Organisationen unterstützen jährlich einen Zirkus (Shrine Circus) für Kinder.[14]

## Frauen und Shriner

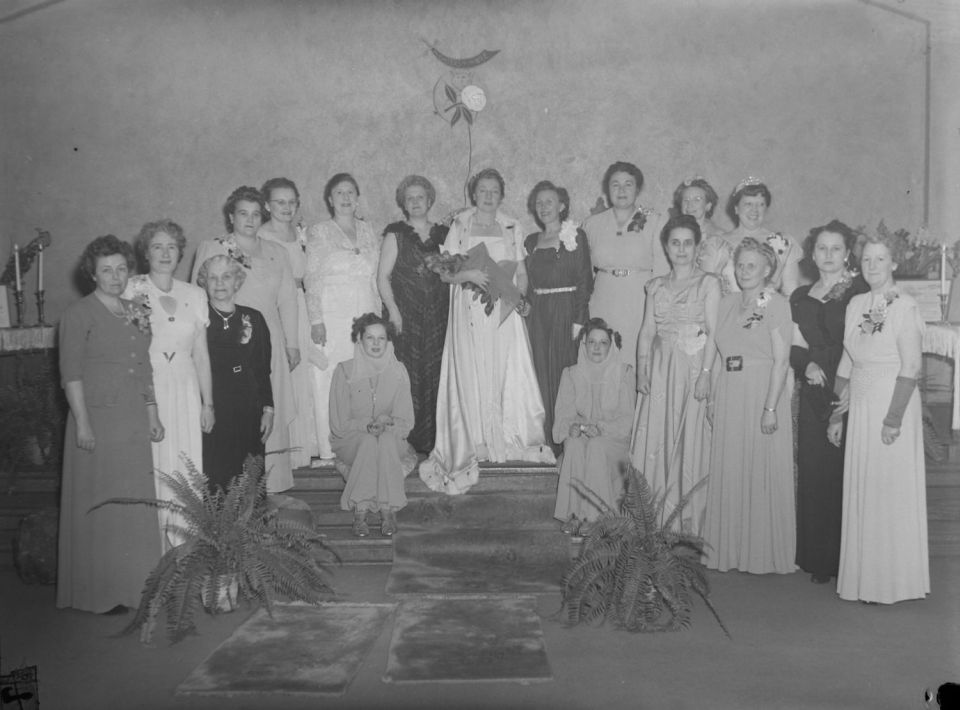
Daughters of the Nile im Shriners-Montreal Hospital (1948)

Es gibt viele gemeinsame Aktivitäten für männliche Shriners und deren Frauen, aber es existieren auch reine Frauengesellschaften der Shriner (z. B. The Ladies’ Oriental Shrine und Daughters of the Nile). Diese unterstützen bspw. die Shriner Krankenhäuser mit Spendensammlungen und organisieren  Aktionen für die Unterhaltung von Kinderpatienten. Die Mitgliedschaft ist offen für Frauen ab 18 und älter, die der Familie eines männlichen Shriners durch Heirat, Geburt oder Adoption angehören.
Die erste Frauenorganisation der Shriner wurde 1903 in Wheeling (West Virginia) gegründet.
Die damalige First Lady von US-Präsident Warren G. Harding, Florence Harding, war auch ein Mitglied der Daughters of the Nile.

## Filme
- Laurel und Hardy: Die Wüstensöhne (Sons of the Desert) von 1933. Einer der bekanntesten Filme, die auf die Shriners anspielen. Oliver Hardy war Freimaurer und Mitglied der Solomon Lodge No. 20 in Jacksonville. Im Film begeben sich Stan Laurel und Oliver Hardy auf einen Konvent in Chicago, tragen den Fes und treffen sich in einer Oase (Freimaurerloge der Shriners).
- The Founder: In dem Film über die Erfolgsgeschichte von Ray Kroc hält dieser, auf der Suche nach potenziellen Franchisenehmern für sein stetig wachsendes McDonald’s Imperium, eine Rede vor verschiedenen Serviceclubs und einer Shriner-Oase.
- Columbo: In der US-amerikanischen Kriminalfilmreihe ermittelt der gleichnamige Inspektor in der fünften Folge der zweiten Staffel (1973) mit dem Titel Klatsch kann tödlich sein (Requiem for a Falling Star). Die Entdeckung eines Shriner-Ringes bringt seine Ermittlungen maßgeblich nach vorne. In der deutschen Übersetzung wird der Ring als Freimaurerring bezeichnet.

## Kinderkrankenhäuser der Shriner
Die zweiundzwanzig Kinderkrankenhäuser der Shriner sind schwerpunktmäßig auf orthopädische Verletzungen, Behandlung von Verbrennungen, Lippen-Kiefer-Gaumenspalte, Pflege und Reha von Verletzungen des Rückenmarks und Geburtsfehlbildungen von Kindern spezialisiert.
Im Jahr 2006 verfügten die Shriner Krankenhäuser noch über ein Budget von 8 Milliarden US-Dollar, gespeist aus Stiftungsvermögen, Aktienfonds und Spenden. Im April 2009 hat sich im Zuge der Wirtschaftskrise und den damit verbundenen finanziellen Verlusten an der Börse sowie durch Spendenrückgänge das Budget auf $5 Milliarden reduziert.
Bis Juni 2012 wurden für Kinder und deren Familie alle Behandlungen in Shriner-Krankenhäusern ohne finanzielle Verpflichtung angeboten. Durch die Spendenrückgänge werden nur noch Patienten behandelt, die über keine Krankenversicherung verfügen.
Der Gesundheitsbeirat (Research Advisory Board) der Shriner-Krankenhäuser fördert Forschungsprojekte zur Behandlung und Rehabilitation von Knochen- und Gelenkerkrankungen, Lippen-, Kiefer- und Gaumenspaltbildungen, Verbrennungen, Verletzungen des Rückenmarks und neuromuskulären Erkrankungen.
2011 wurden 88 Forschungsarbeiten, 22 klinische Studien und 28 Stipendien in Auftrag gegeben und finanziert.
Seit März 2013 arbeiten die Shriner-Krankenhäuser eng mit den Mayo-Kliniken zusammen und sind ein Teil des Mayo Clinic Care Network.
Ebenfalls umfasst der Aufgabenbereich der Krankenhäuser auch die Forschung und die Ausbildung von medizinischen Fachkräften, einschließlich der medizinischen Stipendiaten, Krankenschwestern, Logopäden, Psychologen, und Sozialarbeiter. Der Transport zu den Krankenhäusern wird  Patienten und ihren Familien oft kostenlos zur Verfügung gestellt.

### Vereinigte Staaten
Shriner-Krankenhäuser (Shriners Hospital for Children) mit entsprechenden Fachbereichen:
- Boston, Massachusetts (akute Verbrennungen, Orthopädie, Lippen-Kiefer-Gaumenspaltbildungen)
- Chicago, Illinois (Orthopädie, Verletzung des Rückenmarks, Lippen-Kiefer-Gaumenspaltbildungen)
- Cincinnati, Ohio (akute Verbrennungen, pädiatrische plastische Chirurgie)
- Erie, Pennsylvania (Orthopädie)
- Galveston, Texas (akute Verbrennungen)
- Greenville, South Carolina (Orthopädie)
- Honolulu, Hawaii (Orthopädie, Neurologie, Kinderzahnmedizin)
- Houston, Texas (Orthopädie, Lippen-Kiefer-Gaumenspaltbildungen)
- Lexington, Kentucky (Orthopädie)
- Los Angeles, California (Orthopädie, Lippen-Kiefer-Gaumenspaltbildungen)
- Minneapolis, Minnesota (Orthopädie)
- Philadelphia, Pennsylvania (Orthopädie, Rückenmarksverletzungen)
- Portland, Oregon (Orthopädie)
- Sacramento, California (akute Verbrennungen, Orthopädie, Rückenmarksverletzungen, eigenes Orthesen- und Prothesenlabor)
- St. Louis, Missouri (Orthopädie)
- Salt Lake City, Utah (Orthopädie)
- Shreveport, Louisiana (Orthopädie, Lippen-Kiefer-Gaumenspaltbildungen)
- Spokane, Washington (Orthopädie)
- Springfield, Massachusetts (Orthopädie, Lippen-Kiefer-Gaumenspaltbildungen)
- Tampa, Florida (Orthopädie)

### Kanada
- Shriners Hospital-Canada – Montreal (Orthopädie)

### Mexiko
- Shriners Hospitals for Children – Mexiko-Stadt (Orthopädie)

## Bekannte Shriner (Auswahl)
Eine Auswahl bekannter Shriner:

Bekannte Shriner
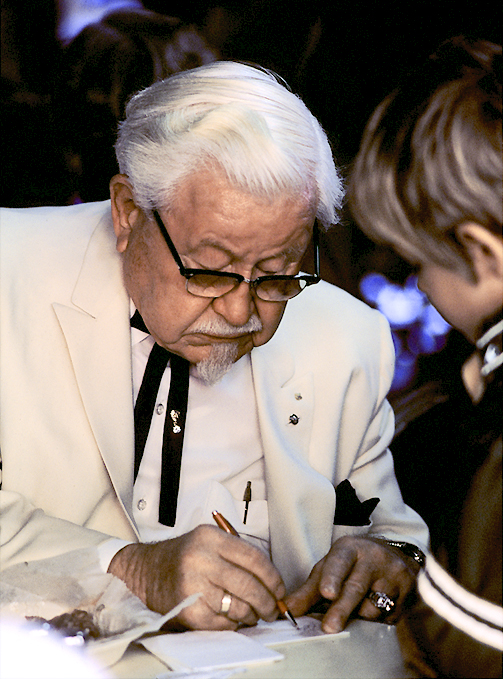
Harland D. Sanders
Harry S. Truman
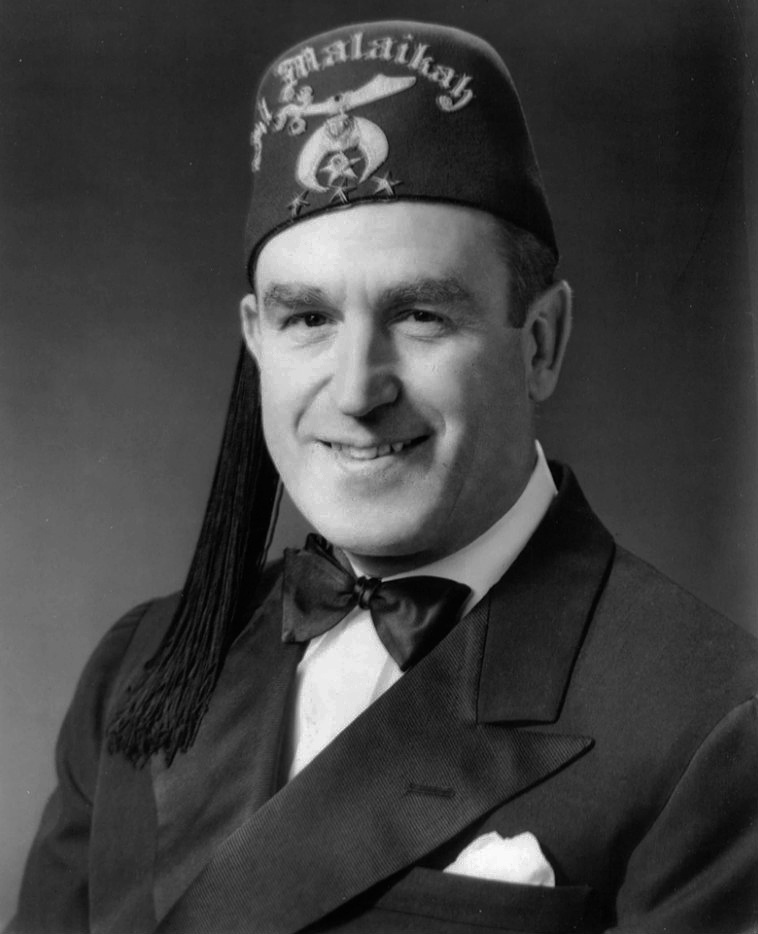
Harold Lloyd
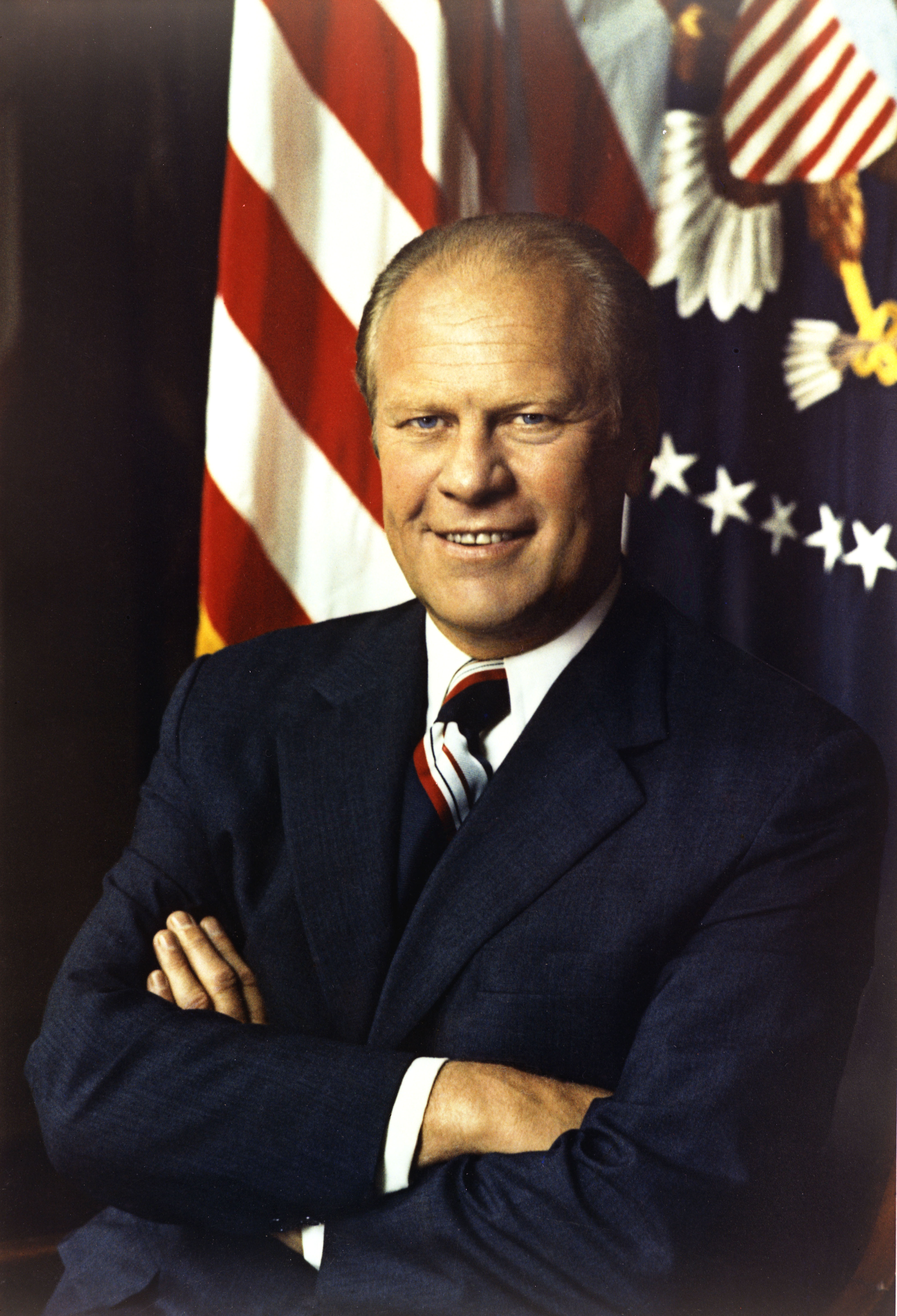
Gerald Ford
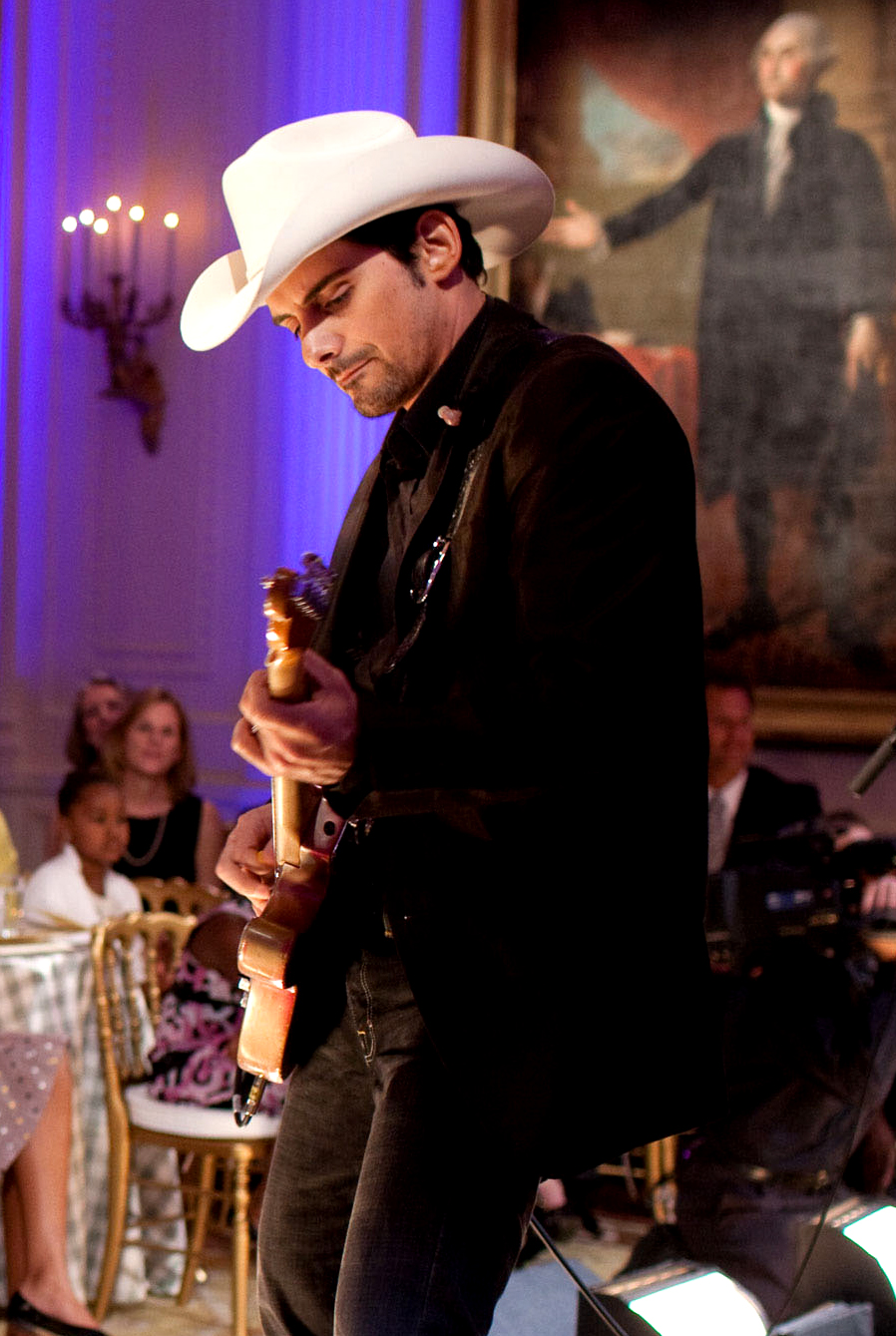
Brad Paisley
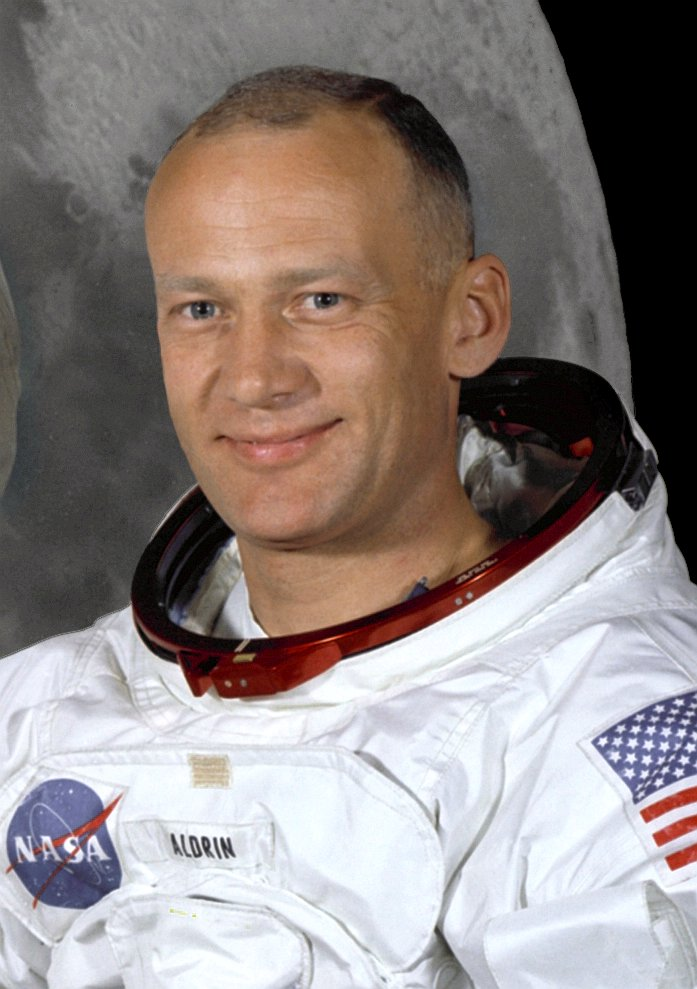
Buzz Aldrin
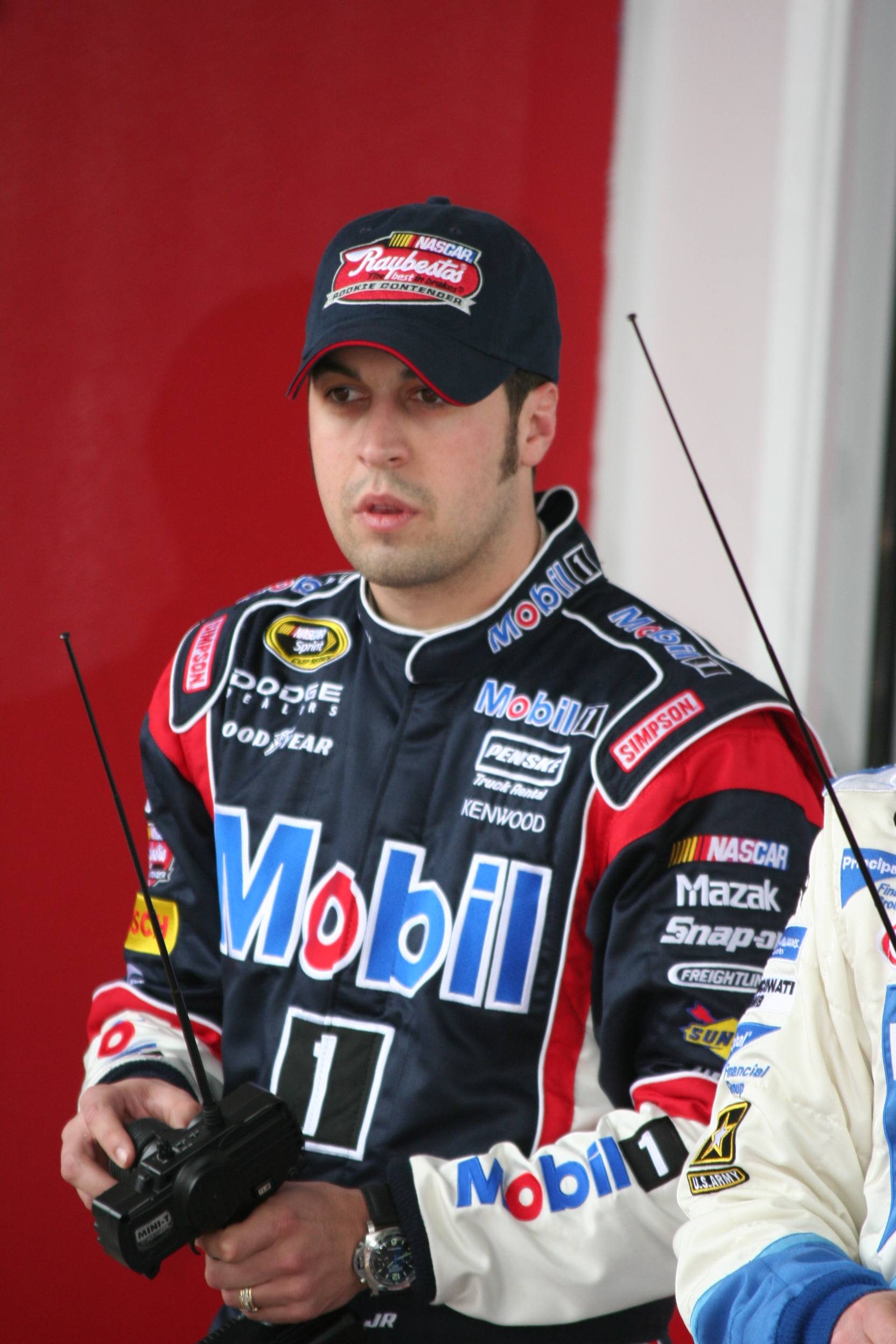
Sam Hornish junior
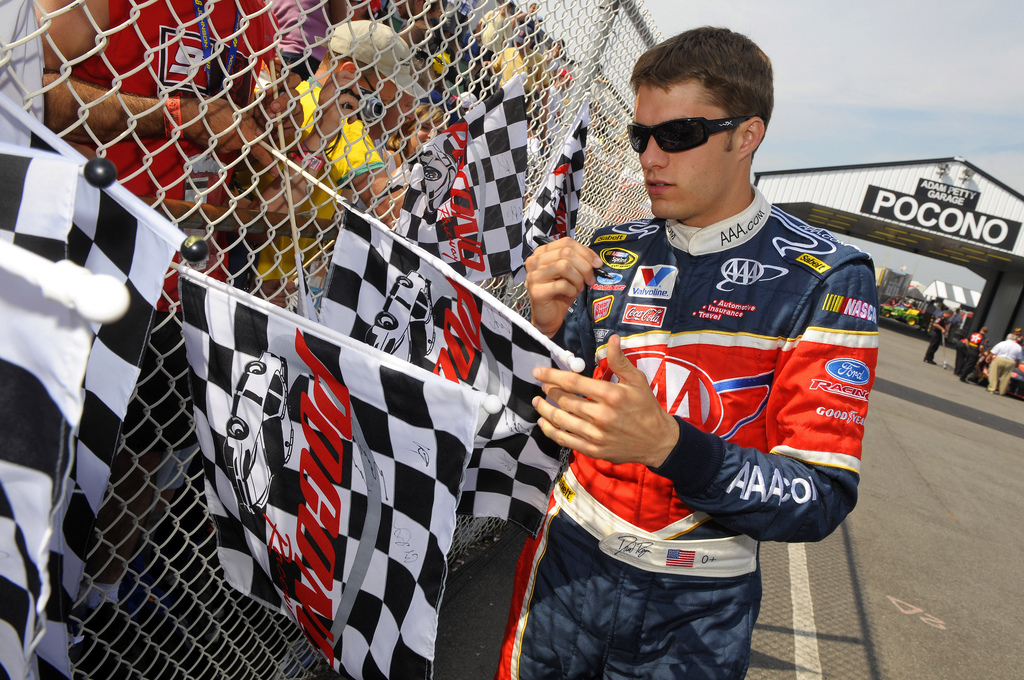
David Ragan
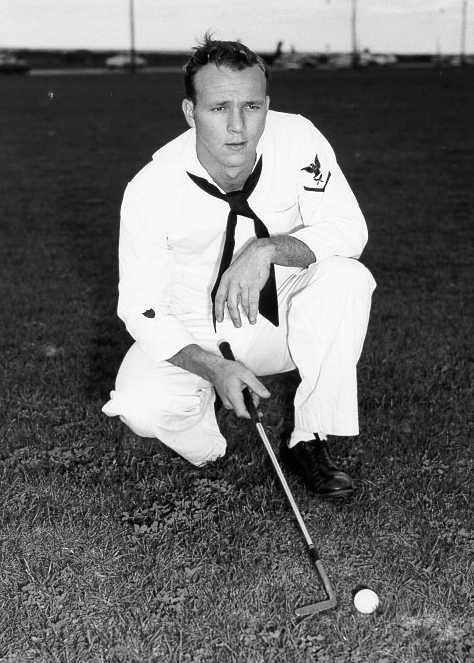
Arnold Palmer
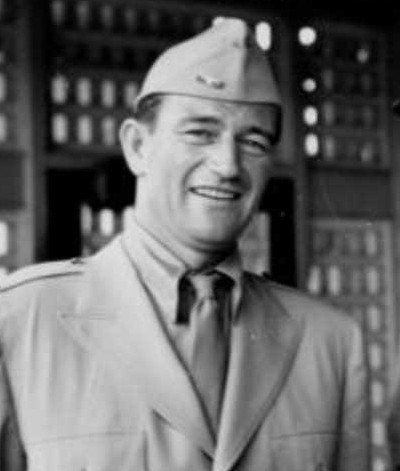
John Wayne
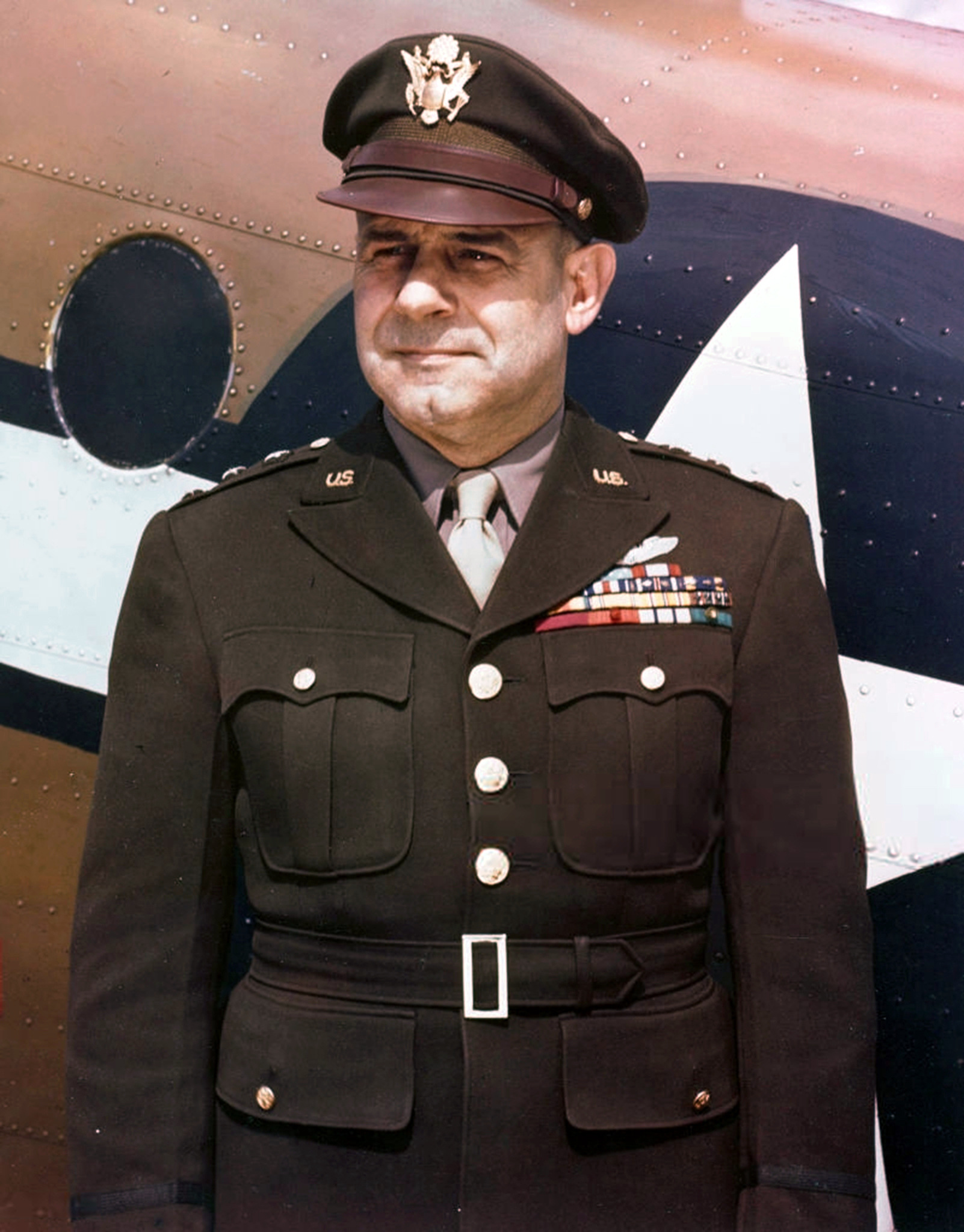
James Harold Doolittle
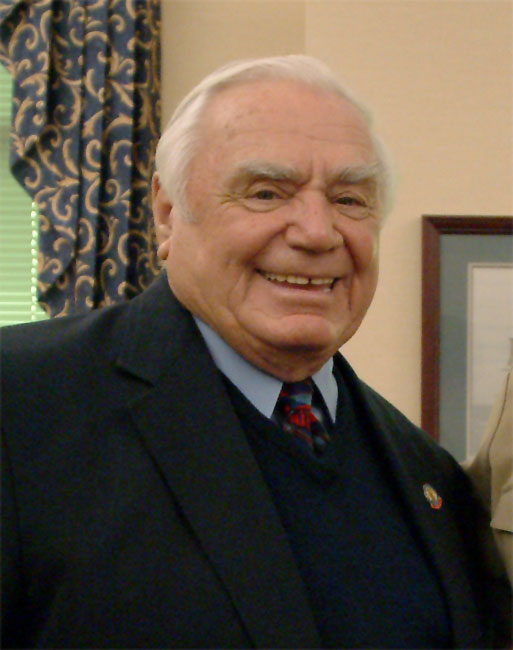
Ernest Borgnine
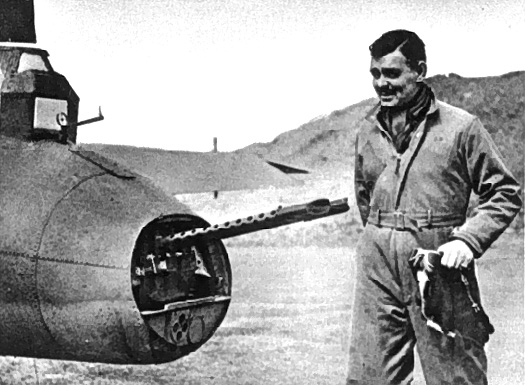
Clark Gable
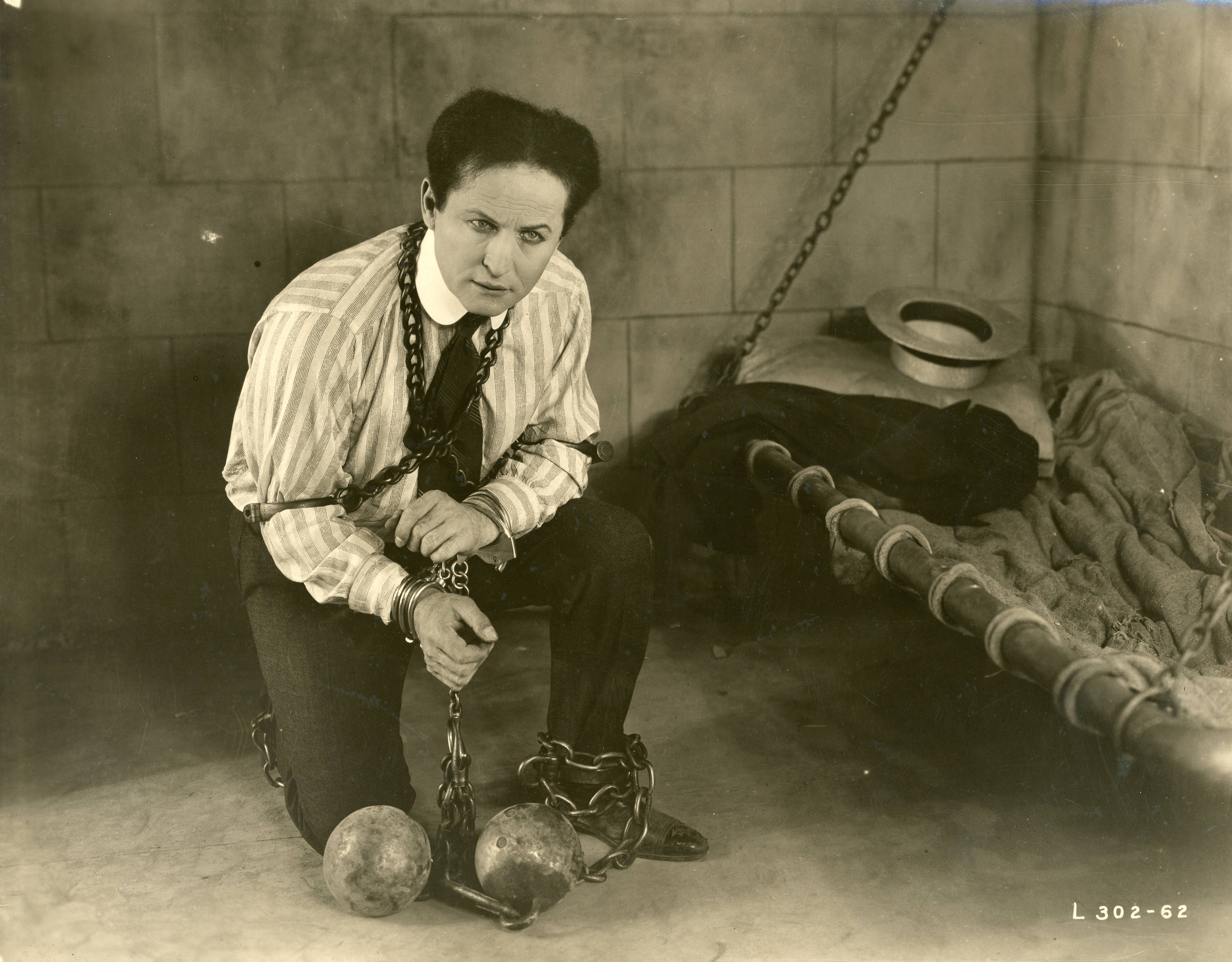
Harry Houdini
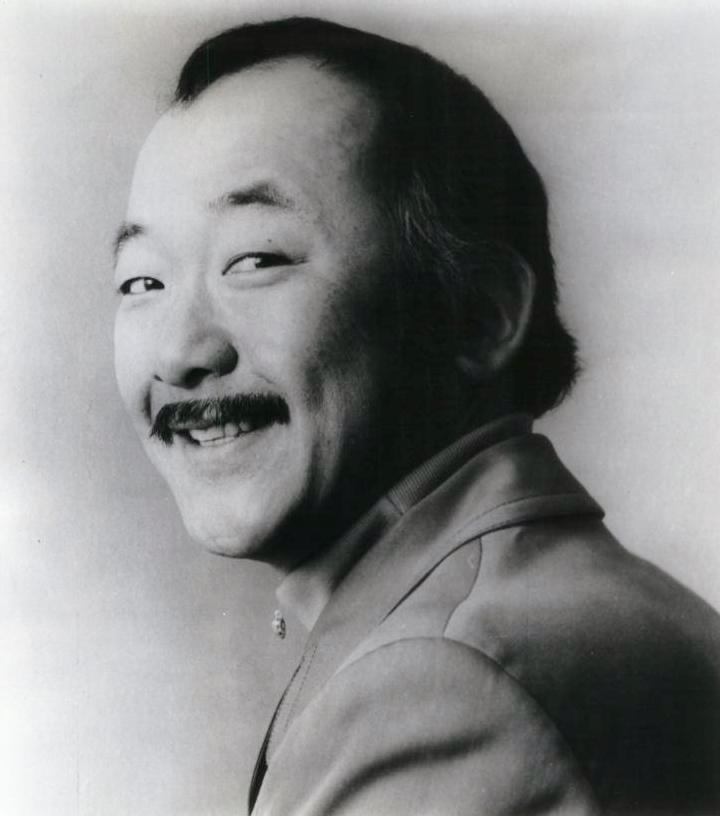
Pat Morita (als Patient und Förderer)